# Берег Банзарэ
Берег БА́НЗАРЭ (англ. Banzare Coast) — часть побережья Земли Уилкса в Восточной Антарктиде, лежащая между 122°05' и 130°10' восточной долготы.
На ледниковом склоне побережья расположено несколько выводных ледников. В средней части к материковому ледниковому покрову причленён шельфовый ледник Воейкова, восточнее и северо-восточнее которого постоянно существует большое скопление айсбергов.
Берег был открыт в 1931 году Британско-австрало-новозеландской антарктической исследовательской экспедицией, в честь которой и был назван (акроним от англ. British-Australian-New Zealand Antarctic Research Expedition).